# Лондонский договор (1864)
Лондонский договор 1864 года — соглашение между Великобританией, Францией, Россией и Грецией, подписанное 29 марта 1864 года, согласно которому Ионическая республика, находившаяся под протекцией Великобритании, переходила под непосредственный контроль греческих властей и преобразовывалась в три провинции королевства Греция. Договором оговаривались обязательства подписавшихся сторон друг к другу, к бывшему руководству и гражданам республики, а также к третьим государствам, с которыми у республики были заключены договора. Кроме того, договор определял условия «преимуществ постоянного нейтралитета» островов Корфу и Пакси.